# Paul Constantinescu

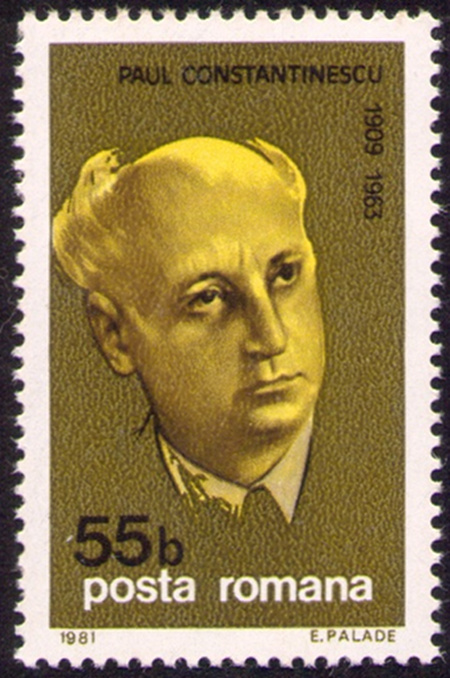
Sello emitido por Rumanía en 1981 dedicado a Paul Constantinescu

Paul Constantinescu [ˈpa.ul konstantiˈnesku] (Ploieşti, 30 de junio de 1909 - 20 de diciembre de 1963) fue un compositor rumano, de origen judío. Dos de sus influencias principales son la música folclórica rumana y el canto bizantino, ambos de los cuales utilizó en la enseñanza.
Constantinescu tenía también talento artístico para la literatura (poesía), las artes plásticas (dibujo, caricatura) y la cinematografía (operador). Se preocupó constantemente por el folclore y el repertorio bizantino, transformándose de investigador apasionado en creador de sonidos innovadores y originales. Contrariamente a la generación anterior que estudió en el extranjero, Constantinescu se encomendó a profesores con vocación del país, sacando sus fuentes de inspiración de su tierra natal.

## Estudios
Comenzó sus estudios musicales en Ploiesti en 1919 y los continuó en el Conservatorio de Bucarest (1929-1933), teniendo como profesores a Mihail Jora (armonía, composición, contrapunto), Constantin Brăiloiu (Historia de la música), Dimitrie Cuclin (estética musical), entre otros. Desde 1933 hasta 1935 perfeccionó sus estudios musicales en Viena con Franz Schmidt y Joseph Marx (composición).

## Carrera
Fue profesor de armonía, contrapunto y composición en la Academia de Música Religiosa, luego en la Escuela de Música Militar y profesor de armonía durante 18 años en el Conservatorio de Bucarest.
Además de profesor, Paul Constantinescu tuvo una actividad multilateral como violinista, director de orquesta y compositor. Ha realizado colecciones de folclore, conferencias, congresos, programas de radio y televisión. Fue consejero del Departamento de Cinematografía del Ministerio de Propaganda Nacional. Bucarest y la radiodifusión rumana.
Miembro de la Academia Rumana (1963).

## Características estilísticas
Toda su creación se orientó a revalorizar el folklore y las melodías psálticas bizantinas. Compuso todo tipo de música clásica, desde la ópera al lied, desde el ballet a la sinfonía, desde la música de cine al oratorio.

## Concurso "Paul Constantinescu"
El Concurso anual de interpretación y creación musical Paul Constantinescu, para alumnos, estudiantes y graduados se organiza anualmente en Ploiesti, con las siguientes secciones: piano, violín, canto y composición.

## Ciudadano honorario
El 28 de mayo de 2009, con motivo del centenario de su nacimiento, se otorgó a Paul Constantinescu el premio póstumo de ciudadano honorario del municipio de Ploiesti, por su contribución especial al enriquecimiento de los valores musicales en Ploiesti, así como por la promoción de la imagen de la ciudad a través de su creación compositiva, tanto a nivel nacional como internacional.

## Principales creaciones

### Música lírica para teatro
1935 - Una noche tormentosa, ópera cómica en 2 actos (sobre la obra de Ion Luca Caragiale)
1938 - Manole Manor, ópera en 3 actos, sobre un libreto de Mircea Streinul;
1939 - Boda en los Cárpatos, poema coreográfico 
1955 - Lesnea Rusalim, ópera (sobre la obra de Victor Eftimiu)

### Música sinfónica
1930-1936 - Suite Rumana
1937 - Sinfonietta
1944 - Sinfonía I
1946 - Variaciones libres sobre un tema bizantino del siglo XIII, para violonchelo y orquesta
1952 - Concierto para piano
1955 - Concierto para orquesta de cuerdas.
1957 - Concierto para violín
1960 - Concierto para arpa
1963 - Triple concierto para violín, violonchelo y piano
1963 - La sinfonía lluviosa

### Música sinfónico-vocal
1936 - Ryga Crypto y Lapona Enigel
1943 - Pasión y resurrección del Señor, oratorio bizantino de Pascua
1947 - Natividad del Señor, oratorio navideño bizantino.

### Música de cámara
1929 - Dos estudios en estilo bizantino, para violín, viola y chelo.
1943 - Sonatas bizantinas, para violín o violonchelo solo.
1947 - Concierto para cuarteto de cuerda.
1950 - Balada de los bandoleros, para violonchelo y piano.

### Música para piano
1951 - Tres piezas para piano.
1957 - Toco-Toccatina

### Música coral
1952 - Oveja, poema coral.
4 madrigales con letra de Mihai Eminescu:
La emoción del bosque
En medio del bosque
Más allá de los picos
Estrella en el cielo

### Música vocal
Numerosas canciones con letras de Eminescu, Coşbuc, Goga, Şt. O. Iosif, Cicerone Theodorescu, etc.

### Música de cine
1952 - Una noche tormentosa.
1953 - Una carta perdida
1956 - Molino de la suerte

## Grabaciones
- Concierto para violín y orquesta. Štefan Ruha, violin. Orq. Filarmónica de Cluj Napoca. Dir. Mircea Cristescu.(pistas 1-4 ,4 partituras para laúd de Sigismund Toduță. Orquesta de cámara de la Filarmónica de Bucarest         'George Enescu'; dir. Paul Popescu) (pistas 8-12, Sinfonía n.º 4 ('Del Oeste al Este') de Serban Nichifor. Ioana Thomasz, piano Ilie Voicu, trompeta. Orq. Nacional de la radio- televisión rumana. Dir. Paul Popescu (reedición del LP de Electrecord Șerban Nichifor - Echoes And Dreams: Jazz-Symphonies No. 3 & 4). Olympia OCD417 (1991)

- Concierto para piano/ Sinfonía n.o 1 (versión revisada de la sinfonía de 1944). Valentín Gheorghiu, piano. Orq. Filarmónica Cluj "Transilvania". Dir. Emil Simon (1977, Olympia OCD 411) (reedición de una grabación de Electrecord)
- Suite para piano (ED13122, 2000, Dana Ciocarlie, piano, junto con obras para piano de Enescu y Bartók)  (Berlin Classics, 2011, Mihaela Ursuleasa, piano)
- La Natividad del Señor, Orq. Filarmónica y Coro "George Enescu" de Bucarest. Olympia OCD 402 y Electrocord-Rumania EDC 391.
- Pasión y resurrección. Coro académico de la radio de Bucarest y la Orq. de la radio nacional. Casa Radio ECR 293 (2011)
- Concierto para arpa/ Concierto para cuerdas/ Variaciones bizantinas para chelo y orquesta. Géza Szabó y Alexandra Guţu, violonchelo. Elena Ganțolea, arpa. Orq. Filarmónica de Timisoara. Dir. Remus Georgescu. Orq. Filarmónica de Brasov. Dir. Ionescu-Galați. Orq. Filarmónica de Oradea. Dir. Erwin Acél. Orq. de la radio- televisión rumana. Dir. Iosif Conta (Olympia OCLC 28874335 1991)